# Bienvenue dans la jungle
Pour les articles homonymes, voir Welcome to the Jungle.
Ne doit pas être confondu avec Jumanji : Bienvenue dans la jungle.
Pour plus de détails, voir Fiche technique et Distribution.
Bienvenue dans la jungle  ou Le Traqueur au Québec (The Rundown) est un film d'action américain réalisé par Peter Berg et sorti en 2003

## Synopsis
Beck (Dwayne Johnson) travaille en tant qu'homme de main, à la suite de dettes qu'il se doit de rembourser, pour le compte de Billy Walker (William Lucking). Ce dernier lui demande de récupérer son fils Travis (Seann William Scott), archéologue raté qui s'est échappé de sa faculté pour partir à la recherche d'un trésor perdu « el Gato del Diablo » au Brésil. Très vite cette mission qui ne devait prendre que peu de temps amène Beck et Travis à se confronter au riche propriétaire local Cornelius Hacher (Christopher Walken) qui exploite la population locale dans les mines, ainsi qu'à l'hostile jungle brésilienne et aux rebelles qui souhaitent s'affranchir du joug de Hacher.

## Fiche technique
Sauf indication contraire, les informations mentionnées dans cette section peuvent être confirmées par la base de données cinématographiques IMDb,  présente dans la section « Liens externes ».
- Titre original : The Rundown
- Titre français : Bienvenue dans la jungle
- Titre québécois : Le Traqueur
- Réalisation : Peter Berg
- Scénario : R. J. Stewart et James Vanderbilt
- Musique : Harry Gregson-Williams
- Photographie : Tobias A. Schliessler
- Montage : Richard Pearson
- Costumes : Louise Mingenbach
- Production : Marc Abraham, Bill Corless, Karen Glasser et Kevin Misher

Producteurs délégués : Alan Beattie, Chris Chesser, John Corry, Ric Kidney et Vince McMahon
- Sociétés de production : Universal Pictures, Columbia Pictures, Strike Entertainment et WWE Films
- Pays de production :  États-Unis
- Langues originales : anglais, portugais
- Format : couleur - 2,35:1 - son DTS / Dolby Digital / SDDS
- Genre : comédie, action, aventures
- Durée : 104 minutes
- Dates de sortie[1] :
  - États-Unis, Canada : 26 septembre 2003
  - France : 24 mars 2004
- Classification[2] :
  - États-Unis : PG-13
  - France : tous publics

## Distribution
- Dwayne Johnson (VF : Bruno Dubernat ; VQ : Jean-Luc Montminy) : Beck
- Seann William Scott (VF : Jérôme Pauwels ; VQ : Tristan Harvey) : Travis Walker
- Rosario Dawson (VF : Brigitte Virtudes ; VQ : Geneviève Désilets) : Mariana
- Christopher Walken (VF : Bernard Tiphaine ; VQ : Hubert Gagnon) : Cornelius Hatcher
- Ewen Bremner (VQ : Sébastien Dhavernas) : Declan
- Jon Gries (VF : Georges Caudron ; VQ : Benoît Rousseau) : Harvey
- William Lucking (VF : Claude Brosset ; VQ : Yvon Thiboutot) : Billy Walker
- Ernie Reyes Jr. : Manito
- Antonio Muñoz : Rebelle
- Stephen Bishop : Knappmiller
- Arnold Schwarzenegger (VF : Daniel Beretta ; VQ : Paul Sarrasin) : un homme dans la boîte de nuit (caméo)
- Sven-Ole Thorsen : Goon
- Jamal Duff (VF : Jean-Michel Martial) : David Mulaire

## Production

### Tournage
Le tournage a lieu à Hawaï (Kauai, Hawaii Film Studios à Honolulu, ), Californie (Los Angeles, Universal Studios) et au Brésil.

## Distinctions
- World Stunt Awards 2004 :
  - Taurus Award pour le Best High Work en faveur de Paul Eliopoulos et Tanoai Reed (en) (chute depuis une jeep le long d'une colline, heurtant de nombreux obstacles, puis chute dans un plan d'eau sans harnais)
  - Taurus Award pour le Best Overall Stunt by a Stunt Man par Paul Eliopoulos, J.J. Perry, Tanoai Reed, Marko Zaror (pour la même chute en jeep)